# シー・セッド・シー・セッド
「シー・セッド・シー・セッド」（She Said She Said）は、ビートルズの楽曲である。1966年に発売された7作目のイギリス盤公式オリジナル・アルバム『リボルバー』に収録された。名義はレノン＝マッカートニーとなっているが、ジョン・レノンによって書かれた楽曲で、ジョージ・ハリスンが一部手伝っている。ロサンゼルスでピーター・フォンダらとともにLSDを服用した際の出来事がモチーフとなった楽曲で、当初は「He Said」というタイトルだった。本作は『リボルバー』のレコーディング・セッションの最後に録音された楽曲で、ポール・マッカートニーは自身が演奏に参加していない楽曲と記憶している。
楽曲発表後、ザ・ブラック・キーズやトム・ニューマン、チープ・トリックなど多数のアーティストによってカバーされている。

## 歌詞のインスピレーション
1965年春にジョン・レノンとジョージ・ハリスン、そしてそれぞれの当時の夫人であったシンシア・レノンとパティ・ボイドの4人は、歯科医師のジョン・ライリーがコーヒーに混入させたLSDを服用した。この時4人は怒り狂い、「エレベーターの赤いランプをエレベーター内での火事と錯覚する」「ハリスンの家が大きな潜水艦のように感じる」などの体験をした。この体験の後も、レノンとハリスンの両名は再びLSDを服用することを考えていて、当時2人の間ではポール・マッカートニーとリンゴ・スターにも服用させることを考えていた。このことについてハリスンは「幻覚剤が僕らをまるっきり変えてしまったせいで、2人とあらゆる面でうまくいかなくなっていた。実際に経験してみないとわからない凄い体験をしたから2人にやらせなきゃと思った」と語っている。その後、何でも試すつもりでいたスターが参加したが、「それまでとは同じようにはいられない」と感じたマッカートニーは参加しなかった。
北米ツアー期間中の5日間の休日に、レノンとハリスンはロサンゼルス郡ビバリーヒルズにあるザ・ザ・ガボールの家を借り、バーズのメンバーを交えてロサンゼルスのピーター・フォンダ宅にてLSDを服用した。その日の午後、ハリスンはLSDによってトリップし、そこでフォンダはハリスンに対して、自身の幼少期に起きた銃撃事故の話をした。この時、レノンもこの話を耳にしていて、フォンダはレノンに対して「俺は死というものがどういう感じなのかを知っている」と繰り返していた。これに対し、レノンは「お前は俺がこの世に存在していないんじゃないのかという気にさせるよな。一体何を考えている」と返し、フォンダに帰るように告げた。このやりとりが本作の歌詞のモチーフとなっている。

## 曲の構成
レノンは、この曲を『リボルバー』のレコーディング・セッション以前の1966年3月より制作を開始し、自宅にてアコースティック・ギターでの弾き語りデモ音源が録音された。この時のタイトルは「He Said」だったが、フォンダのことであることが漏洩することを避けるために、曲名を「She Said She Said」に変更した。
本作は、B♭、A♭、E♭の3つのコードで構成されている。キーはB♭に設定されていて、B♭のキーを保ったままフェード・アウトして曲が終わる。楽曲中ではレノンが全体にわたって、ハモンドオルガンで1つの音符を演奏していて、ハリスンが制作したインド風の楽曲「ラヴ・ユー・トゥ」で導入した変拍子が取り入れられている。冒頭からしばらくは4分の4拍子であるが、レノンの幼少期の回想に入る「No, no, no, you're wrong」というフレーズから4分の3拍子に移り、「I said "Even though you know what you know」というフレーズから4分の4拍子に戻る。
曲の仕上げにはハリスンも手を貸しており、あのレコードのミドル・パートは別の曲だ。ジョンは未完成の断片を山ほど持っていた。ぼくがいくつか案を出して、一緒にまとめる手助けをしたおかげで、ひとつの完成した曲になったんだよ。あれはまさに溶接だった！つまりぼくは、そういったことをしていたわけでねと語っている。

## レコーディング
「シー・セッド・シーセッド」は、『リボルバー』のレコーディング・セッションで最後に録音された楽曲で、レノンの楽曲を取り上げたのは「アイム・オンリー・スリーピング」以来となった。ビートルズの最後のワールドツアーのために西ドイツへ向かう2日前にあたる1966年6月21日に録音が開始され、リハーサルから録音、それとオーバーダビングが完了するまでに9時間費やされている。しかしながら、本作は『リボルバー』のレコーディング・セッションにおいて、1回のセッションで完成した唯一の楽曲となっている。
この時期には、メンバー4人の協力関係が最高潮に達していたが、マッカートニーがLSDを試すことを拒否したことから、他の3人との間で溝が生じていた。マッカートニーは、本作の初期のテイクには参加しているが、完成バージョンには参加していない。このことについて、マッカートニーは自伝『ポール・マッカートニー: メニー・イヤーズ・フロム・ナウ』の中で「ビートルズの曲の中で、唯一僕が演奏していない曲。ベースはジョージが弾いたんじゃないかな」と回想している。本作のセッション時に、レノンはマッカートニーが提案したアイデアを拒絶。これをきっかけにメンバー内で口論となり、マッカートニーは「好きにしろよ」と告げてスタジオを出て行き、残る3人でレコーディングが行なわれた。ハリスンは、「ペイパーバック・ライター」の最初のレコーディングで使用していたバーンズ社のベースで、本作のベース・パートを演奏した。ハリスンはリードギターも演奏しており、そのサウンドにはインド音楽の要素が取り入れられた。作家のジョージ・ケースは、「ザ・フーやヤードバーズに劣らないくらい、攻撃的なギターとドラムのメタリックなスパイラル」と評している。
伝記作家のバリー・マイルズは、レコーディング・セッションのログにハリスンによるベースのオーバー・ダビングについての記載がないことから、マッカートニーの発言と矛盾している可能性を示している。一方で、ロバート・ロドリゲスは2012年に出版した著書『Revolver: How the Beatles Reimagined Rock 'n' Roll』で、本作のステレオ・ミックスではベースとドラムがそれぞれ別のトラックに録音され、ログのとおり2つのパートが同じトラックで一緒に録音されていないことを示していること、本作のベースのパートとマッカートニーの演奏法やサウンドとの共通点がほとんど見られないことから、セッション・ログの誤りと結論付け、本作でベースを演奏したのはハリスンであるのは「間違いないこと」と述べている。ロドリゲスは、LSDによるトリップの際にマッカートニーのみ参加していないことから、マッカートニーに強い発言権がなかったことが原因と見ており、後にレノンは「ポール以外の3人は「俺達はLSDを使うけど、どうせおまえは使わないんだろう」という感じでいかれていたから、ポールは完全に蚊帳の外だった。彼にとってLSDはかなりショッキングだったんだと思う」と語っている。レノンは本作の完成度に満足しており、「ギターの音が良い」と語っている。
2022年に発売された『リボルバー (スペシャル・エディション)』で楽曲解説を手がけたケヴィン・ハウレットは、マッカートニーの自伝での回想について触れ、オリジナルのリズム・トラックでベースを弾いていたのは「ほぼ間違いなくポール」と書いている。このほかハウレットは、真夜中に起こった口論が「異なるアレンジのアイデアにどう折り合いをつけるかをめぐるものだった」とし、スタジオのアーカイヴに残されたレコーディング・シートに「ある段階でピアノが追加された」と記されているにもかかわらず、テープにその痕跡が残されていないことにも触れている。

## リリース・文化的影響など
ビートルズが最後のアメリカツアーを開始する1週間前にあたる1966年8月5日にパーロフォンからアルバム『リボルバー』が発売され、「シー・セッド・シー・セッド」はA面の最後の曲として収録された。2012年にiTunes Store限定で配信されたコンピレーション・アルバム『トゥモロー・ネバー・ノウズ』にも収録された。
1967年に公開された映画『白昼の幻想』でピーター・フォンダと共演したサリー・ザクセは、『リボルバー』が発売された当時のフォンダの反応について、「ピーターは本当に音楽が好きで、ビートルズの『リボルバー』が発売されるのを待ちきれず、楽器店に行っては再生して、隠されたメッセージを聴き取ろうとしていた」と振り返っている。『ザ・ニューヨーカー』誌のアレック・ウィルキンソンは、「『シー・セッド・シー・セッド』は、西洋の認識に珍奇な有り様を伝えた、ポップ・ミュージックにおいて前例のないテーマだった」と評している。本作はバンドのファンの多くを混乱させた楽曲とされ、社会学者のキャンディ・レナードは「2分半もの間、ファンはジョンがとても重要ながらまったく理解しがたい何かについて熱情的な会話をしているのを聞いていた。そこに響き渡るギターリフは、完全に会話に参加している。ファンは困惑した」と述べている。
本作は、『リボルバー』をきっかけにイギリスやアメリカで脚光を浴びたアシッド・ロックの最初の例とされている。ショーン・レヴィは、スウィンギング・ロンドン現象についてまとめた著書で、本作と同じく『リボルバー』に収録のレノンの作品「アイム・オンリー・スリーピング」や「トゥモロー・ネバー・ノウズ」を引き合いに、ビートルズを「世界初の家庭用幻覚剤であり、ポップ・カルチャーがこれまでにもたらしてきた作品よりも、より激しくて革命的であるものの化身へと変化していることを特に示している」と述べている。『ローリング・ストーン』誌は、後に続いて発売されたザ・ビーチ・ボーイズ、ラヴ、グレイトフル・デッドの作品をはじめとしたロサンゼルスとサンフランシスコの音楽シーンの発展は、『リボルバー』の影響、とりわけ「シー・セッド・シー・セッド」における「メロディの即興性とLSDで満たされたマインド・ゲームの融合」によるものとしている。作曲家・指揮者であるレナード・バーンスタインは、1967年に放送されたテレビ番組『Inside Pop: The Rock Revolution』の中で、本作を「注目すべき曲」と評し、「ビートルズが作品の中で、独創的かつ予想外の音楽的な工夫をする才能を持っている」一例として、本作の変拍子を挙げた。
本作におけるスターのドラミングは、たびたびスターのベスト・パフォーマンスとして挙げられており、音楽評論家のイアン・マクドナルドは「スターのもう1つの力作である『レイン』におけるそれよりも技術的に素晴らしい」と評している。1988年にWestwood Oneで放送されたラジオ番組『The Lost Lennon Tapes』で、レノンが自宅で録音した本作のデモ音源が放送された。1970年1月にレノンは、本作も含む自宅で録音した25分もの音源を収録したカセットテープをアンソニー・コックスに渡していて、このテープは2002年4月にロンドンのクリスティーズで競売にかけられた。
本作は、ローン・スター、ウィーン、ザ・ブラック・キーズ、マシュー・スウィート、ガヴァメント・ミュール、ザ・フィーリーズ、トム・ニューマン、ザ・コーズ、スネイク・リヴァー・コンスピラシー、マーク・マルケイ、ウォーキングシーズらによってカバーされ、2016年に開催されたトリビュート・ライブでは、チープ・トリックによって演奏された。
2018年に『タイムアウト・ロンドン』誌が発表した「The 50 Best Beatles songs」で第19位にランクインした。

## クレジット
イアン・マクドナルドは、著書『Revolution in the Head: The Beatles' Records and the Sixties』で、以下のようなクレジットを掲載している。
- ジョン・レノン -  リード・ボーカル、バッキング・ボーカル[46]、リズムギター、ハモンドオルガン
- ジョージ・ハリスン - バッキング・ボーカル、ベース、リードギター
- リンゴ・スター - ドラム、シェイカー

一方、ケヴィン・ハウレットは『リボルバー (スペシャル・エディション)』の楽曲解説で、以下のようなクレジットを掲載している。
- ジョン・レノン - リード・ボーカル、ハーモニー・ボーカル、リズムギター、オルガン
- ポール・マッカートニー - ベース
- ジョージ・ハリスン - ハーモニー・ボーカル、リードギター
- リンゴ・スター - ドラム